# Neolit na území Česka
Neolit na území Česka je pravěké období – mladší doba kamenná – reprezentované v Česku kulturami s lineární a vypíchanou keramikou.
Na Moravě se na konci neolitu objevuje kultura s moravskou malovanou keramikou ovlivněná lengyelským kulturním okruhem. Obyvatelstvo se v této době živilo především zemědělstvím (různě intenzivně doplňovaným lovem, sběrem, rybolovem). Lidé žili v malých osadách v dlouhých domech.
Již na konci kultury s lineární keramikou se objevují výšinná sídliště, v závěru neolitu vznikají rondely: velké, nejčastěji kruhové monumentální stavby, o jejichž účelu se vedou četné diskuze. Dobře prozkoumané lokality jsou Bylany u Kutné Hory, Miskovice, Plotiště nad Labem, Březno u Loun nebo Těšetice-Kyjovice a Vedrovice na Moravě. Na počátku 21. století byl objeven (znovuobjeven?) unikátní neolitický důl na Maršovickém vrchu, který na své podrobnější prozkoumání teprve čeká.

## Moravský neolit
Dělení neolitu na Moravě:[zdroj?]
Starší neolit
- 5600 př. n. l. – 5000 př. n. l. / 4900 př. n. l.
- kultura s lineární keramikou

Střední neolit
- 5000 př. n. l. (nejpozději 4900 př. n. l.) – 4700 př. n. l.
- kultura s vypíchanou keramikou
- protolengyelská kultura

Mladší neolit
- 4700 př. n. l. – 3700 př. n. l. (eventuálně 3500 př. n. l.)
- kultura s moravskou malovanou keramikou